# Docalidia hansoni
Docalidia hansoni är en insektsart som beskrevs av Nielson 1982. Docalidia hansoni ingår i släktet Docalidia och familjen dvärgstritar. Inga underarter finns listade i Catalogue of Life.